# Ives II de Bellême
Yves o Ives II de Bellême va ser bisbe de Sées (abans de 1035 - mort vers 1071) i senyor de Bellême i possible d'Alençon, sota Guillem el Conqueridor, duc de Normandia

## Biografia
L'ocupació del càrrec de bisbe de Sées per Yves remunta probablement a 1032-1033 però no és fins a 1046-1048 que hi ha seguretat de la seva presència a la cadira. Gérard Louise proposa com a data 1047/1048. La darrera acta subscrita per Radbod, el seu antecessor, data de 1032, mentre que la primera menció fiable d'Yves és de 1046-1048. Segons G. Louise, hi ha confusió entre Yves II, germà de Guillem I i Yves III, el fill de Guillem I. El cronista anglo-normand Orderic Vital dona un retrat favorable d'aquest personatge, descripció positiva que contrasta amb els altres membres de la família de Bellême que, sota la ploma de Vital, acumulen tots els vicis. Yves el presenta com « gran i ben fet », « coneixedor de les cartes », « penetrant », « espiritual », « eloqüent » i « amic de la pau ».
No en queda menys un « bisbe a l'antiga moda » o dit d'un altra manera, un eclesiàstic força implicat en els afers temporals. Recorda en això als seus contemporanis Odon de Bayeux i Geoffroy de Montbray. La seva pujada al poder com a senyor de Bellême és poc clara: segons Orderic Vital, Yves, ja bisbe, va assolir aquesta senyoria a la mort dels seus germans Guerí, Robert i Guillem Talvas (i abans de Folc). Cap a 1047-1048, hauria sostingut la revolta d'Arnald de Bellême, contra el seu pare Guillem II Talvas; aquest últim fou vençut i va haver d'abandonar les seves terres i el domini hauria estat compartit entre Arnald i el seu oncle, obtenint aquest últim Bellême mentre Arnald romania a Alençon; tot seguit, cap a 1048/1049, Arnald fou assassinat i sembla que no fou de fet fins llavors que Yves va rebre efectivament el castell de Bellême.
El 1048, Guillem Soreng i els seus tres fills es van revoltar contra Yves; segons l'historiador G. Louise serien membres de la família de Bellême partidaris de Guillem II Talvas, i enemics d'Arnald i Yves; van reunir una tropa de bandits qui va assolar la regió fins que es van apoderar de Sées i de la seva catedral de Sant Gervasi. Segons Orderic Vital, aquestos homes van transformar la catedral en caverna de lladres, en estable pels cavalls i en bordell de prostitutes. Yves va haver d'assetjar la ciutat i va atacar la catedral intentat expulsar els seus enemics que es van refugiar a una torre; va ordenar calar foc a les cases veïnes però el foc es va propagar i va arribar a la catedral que va quedar en gran part destruïda. Fou reconstruïda ràpidament i consagrada el 2 de gener de 1049 però els murs, debilitats per l'incendi, no van aguantar gaire tempsd abans de cedir.
Quan el 1049 el bisbe va anar al concili de Reims, el papa Lleó IX el va amonestar severament per haver incendiat la catedral. En penitència, Yves fou obligat a restaurar-la. Per aconseguir els importants recursos necessaris materials, va abandonar Normandia en un llarg viatge que el va portar a la Pulla i fins i tot a Constantinoble, llocs on hi havia instal·lats nombrosos normands enriquits. Del seu viatge va retornar amb uns suma considerable i una relíquia de la verdadera Creu que li va donar l'emperador romà d'Orient. Vers 1053 va començar les obres de la nova catedral, però no en va veure el seu final; la consagració final fou el 1126 en l'episcopat de Joan de Neuville. Per contra, cap a 1060, porta a fi de bé la restauració del monestir de Sant Martí de Sées, en col·laboració amb la seva neboda Mabilla Talvas i el seu marit Roger II de Montgommery.